# 유엔 안전 보장 이사회 결의 제2375호

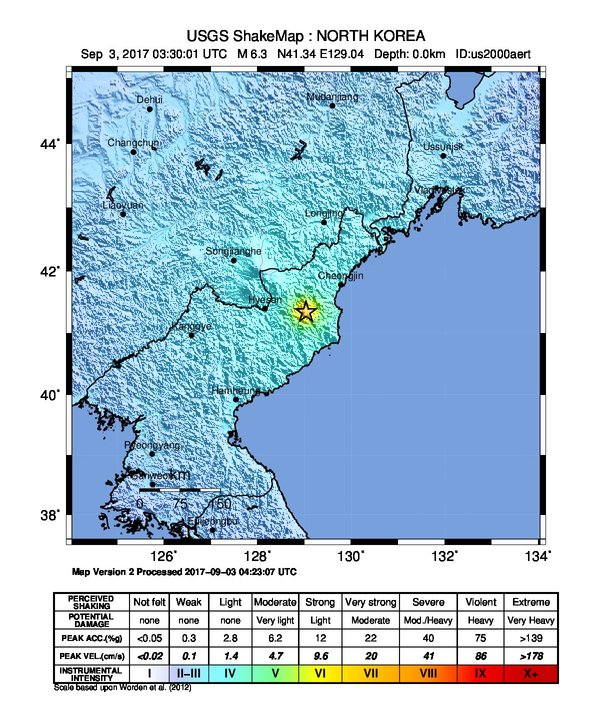

유엔 안전 보장 이사회 결의 제2375호가 2017년 9월 11일 유엔 안전 보장 이사회의 만장일치로 채택되었다. 본 결의안은 2017년 9월 3일 감행된 조선민주주의인민공화국의 핵 실험에 대한 제재 조치로서 채택되었다. 결의안에는 조선민주주의인민공화국으로 들어가는 정유 제품의 55%를 제한하여 유류 공급의 30%를 감축시키는 내용이 포함되었는데, 유류(油類)가 제재 대상에 포함되는 것은 처음이다.

## 내용
1. 대북 석유 수출은 연간 400만 배럴(1배럴은 약 159리터) 넘게 수출하지 못한다. 그러나 유엔 안보리 대북제재위원회에서 건별로 사전 승인하는 경우는 예외로 인정한다.
2. 연간 450만 배럴로 추산되는 대북 정유 제품 수출은 기존보다 55% 줄어든 200만 배럴을 상한선으로 제한한다. 액화석유가스(LPG)는 정유제품에 해당한다. LPG 가스 200만 배럴은 162,078 톤이다. 유엔 안전 보장 이사회 결의 제2397호에서 50만 배럴로 제한되었다.
3. 액화천연가스(LNG)와 부산물인 콘덴세이트(condensate·액체 탄화수소) 수출을 전면 금지한다.
4. 석탄에 이어 북한의 주요 수출품으로 꼽히는 섬유 제품의 수입을 금지했다. 코트라(KOTRA)에 따르면 북한은 섬유제품 수출로 2016년에만 7억 5,200만 달러(한화 약 8,501억 원)를 벌어들였다.
5. 북한과의 합작사업 및 유지·운영도 전면 금지했다.
6. 해외 파견 북한 노동자의 경우 유엔 안보리 대북제재위원회가 사전 허가를 하지 않는 이상 신규고용을 못한다. 기존 해외 파견 북한 노동자는 계약 기간이 만료되면 신규 고용허가를 내 주지 않는다. 다만 대북제재 결의 2375호 채택 전에 계약한 경우에는 고용할 수 있다는 예외를 뒀다.

## 같이 보기
- 2017년 조선민주주의인민공화국 핵 실험
- 2017년 조선민주주의인민공화국
- 유엔 안전 보장 이사회 대북제재위원회